# 印第安河縣
印第安河縣（英語：Indian River County）是位於美國佛羅里達州东南部和中东部地区的一個縣。根据2020年美国人口普查数据，该县总人口为159,788人，县治设在维罗海滩。印第安河县在2000年时是全美人均收入排名第87位的县，如今仍是佛罗里达州第七富裕的地区。该县是塞巴斯蒂安-维罗海滩-西维罗走廊大都市统计区的一部分，这一统计区最早在2003年被定义为维罗海滩都会区，随后在2005年更名为塞巴斯蒂安-维罗海滩都会区，并在2023年再次更名为塞巴斯蒂安-维罗海滩-西维罗走廊都会区。此外，该地区也属于迈阿密-圣露西港-劳德代尔堡联合统计区的一部分。
印第安河县成立于1925年，因流经该县东部的印第安河泻湖而得名，现今的印第安河县地区在历史上也曾是圣露西县、布里瓦德县和莫斯基托县的一部分。印第安河县位於佛羅里達半島東岸，東臨大西洋，总面积为617平方英里，其中114平方英里（约18.43%）为水域。印第安河县位于迈阿密和杰克逊维尔之间，距离奥兰多和棕榈滩约一个半小时车程。
该县的经济以农业为主，尤其以闻名的印第安河柑橘（Indian River Citrus）产业著称，这里的柑橘产品远销世界各地。此外，印第安河县还是佛罗里达州航空制造业的中心之一，著名的通用航空制造商派珀航空和速度公司均在此设厂，同时该县也是CVS药品配送中心所在地。
印第安河县气候温和，年均气温约为74°F（约23°C），全年适宜户外活动。印第安河泻湖为当地居民和游客提供了丰富的水上娱乐活动。此外，该地区不仅是冲浪爱好者的天堂，还拥有独特的潜水和浮潜地点，以及多处自然保护区。维罗海滩作为印第安河县的核心城市，以其高端休闲运动而闻名。这里除了拥有众多佛罗里达州最具顶级的私人高尔夫俱乐部外，也有向大众开放的公共高尔夫球场，为高尔夫爱好者提供了极佳的运动场所。